# Récif de Johnson du Sud
Le récif de Johnson du Sud, aussi appelé Mabini par les Philippins, vietnamien : Đá Gạc Ma est un récif situé dans les îles Spratleys en mer de Chine méridionale faisant partie d'un atoll ancien, dégradé et submergé, le banc de l'Union. A 350 kilometres à l'ouest des Palawan, il est inclus dans la zone économique exclusive de 370 km, 200 milles marins, revendiquée par les Philippines. Il est contrôlé par la république populaire de Chine mais est revendiqué par les Philippines, le Viet-Nam et Taïwan. Il fait l'objet d'aménagement dans le cadre de la Grande muraille de sable.

## Géographie

Carte de l'atoll du banc de l'Union.

Le récif de Johnson du Sud à l’extrémité sud-ouest de l'atoll du banc de l'Union est adjacent au récif Collins, (parfois appelé Johnson du Nord) qui se situe 6,4 km au nord-ouest.
Il est immergé à marée haute.
L'atoll submergé du banc de l'Union est long de 55 kilomètres du récif de Johnson du Sud au sud-ouest, au récif Whitsun au nord-est, et est large de 15 kilomètres. Sa superficie totale mesure 461 km2. Le lagon central est profond de 53 mètres.
Le récif de Johnson du Sud (Mabini), distant de 350 km de Palawan, est inclus dans la zone économique exclusive large de 200 milles nautiques (370 km) déclarée par le président philippin Ferdinand Marcos en vertu du décret présidentiel no 1599 publié le 11 juin 1978 et de la première Convention des Nations unies sur le droit de la mer (ou UNCLOS I).
| Chigua Jiao (récif de Johnson du Sud) Đá Cô Lin · (récif Collins, récif de Johnson du nord) Récif Gent Récif Loveless Đảo Sinh Tồn (Sin Cowe) Récif Edmund Récif McKennan Dōngmén Jiāo (récif Hughes) Récif Hallet Récif Holiday Récif Empire Récif Whitsun Récif Ross Đảo Sinh Tồn Đông (île Sin Cowe Est) Récif Bamford Récif Tetley Récif non nommé Récif Jones Récif Higgins Đá Len Đao (récif Lansdowne) |

Position du récif de Johnson du Sud dans l'atoll du banc de l'Union :

- en violet, l'île vietnamienne (base militaire habitée par des soldats et leurs familles) ;
- en jaune, deux bases militaires chinoises construites sur des récifs dont la Chine s'est emparée en 1988 et a construit des îles artificielles faisant partie de sa Grande muraille de sable.

## Histoire
Le récif de Johnson du Sud est le lieu de la bataille navale entre la république populaire de Chine et la république socialiste du Viêt Nam au cours de la guerre sino-vietnamienne. Ce conflit est connu des Occidentaux comme ayant duré du 17 février au 16 mars 1979 mais l'état de guerre s'est, en réalité, prolongé jusqu'en 1990.
La Convention des Nations unies sur le droit de la mer (CNUDM, ou UNCLOS) a été finalisée le 10 décembre 1982. Cette loi accorde très peu de valeur aux revendications sur des bases historiques (lesquelles donnent lieu à des querelles sans fin) et au contraire instaure des zones économiques exclusives (ZEE), un espace maritime sur lequel un État côtier exerce des droits souverains en matière d'exploration et d'usage des ressources. Une ZEE s'étend à partir de la ligne de base et à partir des terres ou îles naturelles et habitables de l'État jusqu'à 200 milles marins (environ 370 km). Les Philippines ont ratifié la convention le 8 mai 1984 et l'Indonésie le 3 février 1986. La république populaire de Chine, qui ne possédait rien dans l'archipel, voyait ses revendications, basées sur des droits ancestraux exprimés dans sa carte à ligne en neuf traits, mises à mal.
La Chine affirme qu'en mars 1987, la 14e session de l'Assemblée de la Commission océanographique intergouvernementale (COI) de l'UNESCO à Paris, dont le but est "de se faire une idée exacte de la valeur que représentent les océans pour l'Humanité" a adopté un plan mondial de surveillance du niveau de la mer et confié à la Chine la construction d’une station océanographique. Bien que l'UNESCO, n'ait pas spécifié de zones précises, il est évident, comme l'a affirmé le magazine Far Eastern Economic Review en 1992, que la Chine n'avait pas la mission de construire cette station dans une zone disputée et encore moins dans la zone économique exclusive que les Philippines avaient revendiquée dans le cadre de la Convention des Nations unies sur le droit de la mer. La Chine a pris ce prétexte pour occuper certains récifs. La RPC choisit de construire cette station sur le récif de Fiery Cross car il est isolé et à plus de 200 milles nautiques des côtes des pays environnants.
En 1988, la Chine entreprit de prendre possession du récif de Johnson Sud dans l’atoll du banc de l'Union, aux Spratleys. Le banc de l'Union est un atoll effondré long de 55 km qui comprend 2 îles ; l'une habitable, île Sin Cowe, occupée par le Viêt Nam et l'îlot, Sin Cowe Est, aussi sous contrôle vietnamien, ainsi que 19 récifs et hauts-fonds. Le 14 mars, la marine chinoise, venue avec 3 frégates et un cuirassé, fut empêchée de débarquer sur le récif par une centaine de soldats vietnamiens du génie venus construire une borne et planter un drapeau. Les soldats vietnamiens étaient des maçons, la plupart âgés de 20 ans et non pas des combattants. Ils n'avaient que des pelles, des pioches, des truelles et « 2 fusils pour 20 personnes ». Après une bagarre à coups de poing, les Chinois abattirent quelques Vietnamiens et retournèrent à bord de leurs frégates puis massacrèrent les 64 marins vietnamiens au canon antiaérien puis coulèrent 2 de leurs navires de transports. 11 Vietnamiens blessés réussirent à s’enfuir sur un 3e bateau qui fut coulé aussi. 9 soldats furent faits prisonniers. L'Armée Populaire de Libération (APL) a filmé l'attaque et immortalisé l’évènement dans un documentaire de propagande de 3 min 30 s, avec pour titre « 3.14 », 14 mars en chinois, visible sur Internet. Des extraits de cette vidéo ont été repris dans quelques documentaires tel Spratleys, du rififi en mer de Chine. On y voit les soldats vietnamiens debout et alignés sur leur récif avec de l'eau jusqu'aux genoux, preuve que ce récif est submergé à marée haute, agiter leurs drapeaux et se faire abattre par les tirs des canons des frégates. Le commentateur chinois dit : "Ils ont tiré les premiers ! Voilà comment la Chine traite les envahisseurs." Selon les Chinois, un soldat de l'APL aurait été blessé ; selon les sources vietnamiennes, 6 auraient été tués et 18 blessés.

## Transformation en île artificielle
La RPC a attendu patiemment, signant même avec l'Association des nations de l'Asie du Sud-Est (ANASE ou ASEAN), en novembre 2002, une « Déclaration sur la conduite des parties en mer de Chine méridionale ». Dès 2009, elle s'est montrée plus agressive avec sa Note verbale adressé à l'ONU, bloquant les dépôts de demandes d'ZEE de la Malaisie et du Viet Nam. En effet la UNCLOS ne gère pas les conflits territoriaux des États lesquels doivent au préalable négocier entre eux puis présenter une demande à partir de terres non disputés. C'est sur la deuxième page de cette note verbale de 2009 qu'est apparue la seule version officielle de la carte à ligne en neuf traits où la Chine revendique la quasi-totalité de cette mer.
Fin 2013, la RPC a commencé des travaux titanesques : 7 bases militaires sur 7 îles artificielles dont 3 dans la zone économique exclusive revendiquée par les Philippines ; activité présumée illégale, car la construction d'îles artificielles nécessite l'accord du pays propriétaire de la ZEE : 
- Mischief Reef (5,58 km2)[9], aéroport en construction
- Johnson South Reef (0,109 km2)[9]
- Hughes Reef (0,76 km2)[9]

Pour remblayer le total de 13,5 km2 de 7 îles artificielles construites sur 9 récifs, la Chine a dû détruire le volume équivalent de récifs environnants occasionnant des dégâts considérables et irréversibles à l’environnement.
| Île ou récif                       | Surface (ha.) | Position             | Occupée par         | Extension de surface |
| ---------------------------------- | ------------- | -------------------- | ------------------- | -------------------- |
| Île Sin Cowe                       | 8.00          | 9° 52′ N, 114° 19′ E | Viêt Nam (Sinh Tồn) | ~1ha                 |
| Récif de Hughes                    | 0.00          | 9° 55′ N, 114° 30′ E | RPC                 | 76ha                 |
| récif de Johnson du Sud            | 0.00          | 9° 43′ N, 114° 17′ E | RPC                 | 11ha                 |
| Île Sin Cowe Est/Récif de Grierson | ?.??          | 9° 54′ N, 114° 33′ E | Viêt Nam            |                      |

## Plainte des Philippines

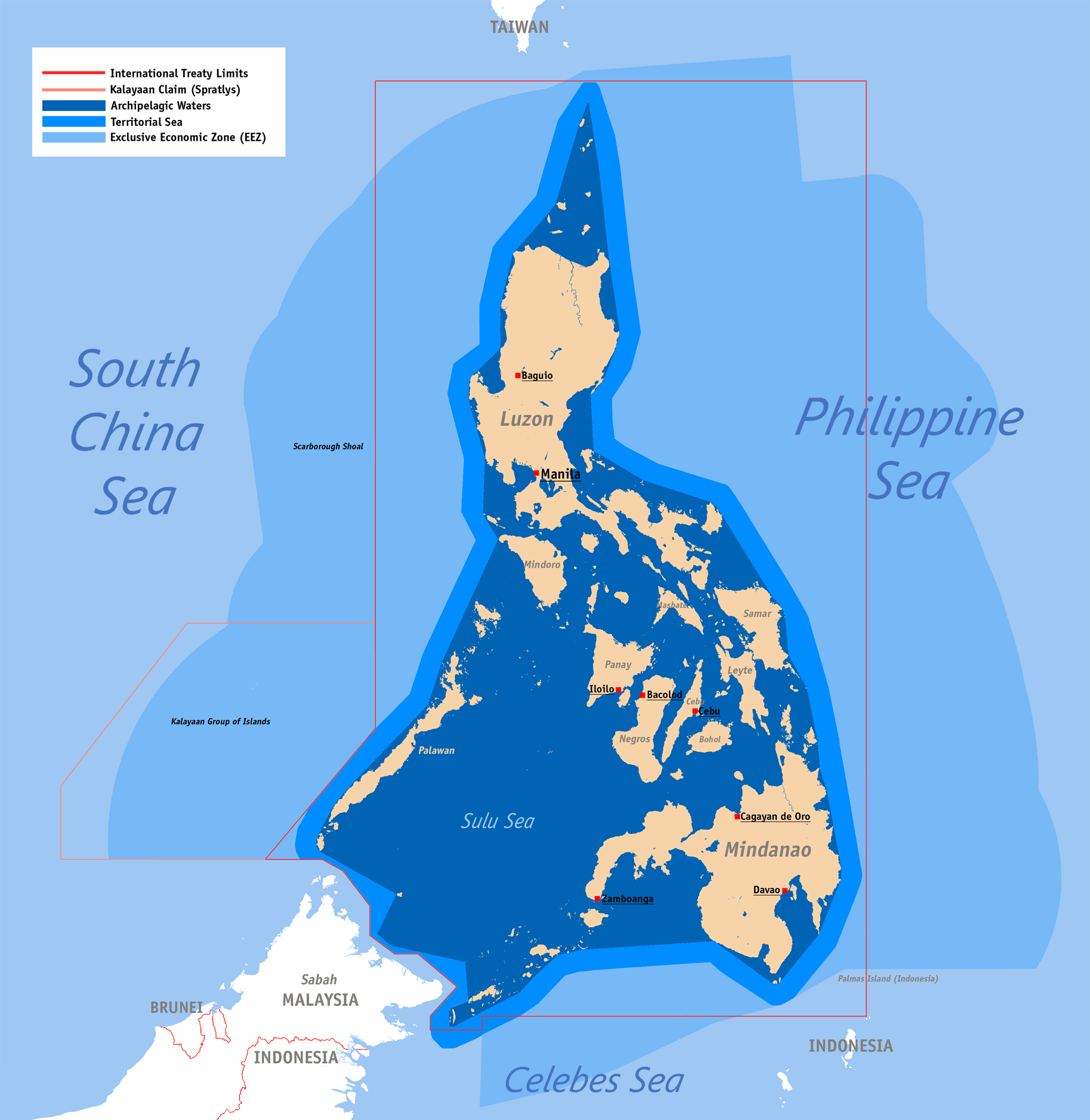
Carte de la revendication territoriale des Philippines, montrant les eaux intérieures, la mer territoriale, les limites des traités internationaux et de la zone économique exclusive où se trouve ce récif.

Le président des Philippine Benigno Aquino III a comparé le comportement des Chinois à l'annexion de la Tchécoslovaquie par les Nazis allemands et a porté le cas devant la Cour internationale de justice (CIJ), siégeant à La Haye (Pays-Bas).
La CIJ doit rendre son verdict courant 2016. La Chine a refusé de participer au jugement.

## Manifestations de 2015 et 2016 à Hanoi
Pendant 27 ans la guerre sino-vietnamienne, est resté un tabou absolu au Vietnam comme en Chine. La presse devant éviter absolument tout sujet ayant une relation avec cette guerre. Elle n’existe pas non plus dans les publications et les manuels d'histoires ; une situation compliquée dans un pays qui se modernise et se démocratise. Depuis 2015, des manifestants protestent contre cet oubli. Les journaux vietnamiens titrent maintenant "Gạc Ma - Trận hải chiến bị lãng quên." (Johnson South Reef, une bataille navale oubliée)  